# Mikhaïl Prokofievitch Kovalev
Mikhaïl Prokofievitch Kovalev (en russe : Михаи́л Проко́фьевич Ковалёв), né le 7 juillet 1897 à Brioukhovetskaïa dans l'Empire russe et mort le 31 août 1967 à Léningrad en Union soviétique, est un colonel général soviétique pendant la Seconde Guerre mondiale.

## Carrière
En 1915, il s'engage dans l'armée russe. Après ses études, Kovalev participe à la Première Guerre mondiale où il commande un peloton, une compagnie puis un bataillon. Au moment de la révolution d'Octobre, il est capitaine d'infanterie. Durant la guerre civile russe, il commande un régiment puis une brigade de l'Armée rouge au cours duquel il est engagé dans des combats contre les armées blanches de Dénikine, de Wrangel et la révolte paysanne de Tambov d'Alexandre Antonov.
À partir de 1937, Kovalev est le commandant du district militaire de Kiev, puis à partir de 1938, du district militaire de Biélorussie (en). Il commande le front biélorusse lors de l'invasion soviétique de la Pologne en septembre 1939. Lors de la guerre d'Hiver de 1939-1940, Kovalev commande la 15e armée. Successivement, il dirige le district militaire de Kharkov (en), puis devient inspecteur d'infanterie du commandant de l'Armée rouge du front de Transbaïkalie en 1941.
En juillet 1945, il devient vice-commandant du front de Transbaïkalie et participe aux actions militaires contre le Japon. À partir de 1949, il est vice-commandant du district militaire de Leningrad. Kovalev prend sa retraite en 1955 et meurt à Léningrad en 1967 d'un cancer du poumon.

## Décorations
Ses distinctions comprennent notamment deux ordres de Lénine, quatre ordres du Drapeau rouge, un ordre du Drapeau rouge du Travail et un ordre de Souvorov de 1re classe.